# Elyāsvand-e Pā'īn
Elyāsvand-e Pā'īn (persiska: الیاسوند پائین, Elyāsvand-e Soflá) är en ort i Iran.   Den ligger i provinsen Kermanshah, i den västra delen av landet, 400 km väster om huvudstaden Teheran. Elyāsvand-e Pā'īn ligger 1 370 meter över havet och antalet invånare är 299.
Terrängen runt Elyāsvand-e Pā'īn är huvudsakligen kuperad. Elyāsvand-e Pā'īn ligger nere i en dal. Runt Elyāsvand-e Pā'īn är det ganska tätbefolkat, med 124 invånare per kvadratkilometer. Närmaste större samhälle är Harsīn, 10,0 km öster om Elyāsvand-e Pā'īn. Omgivningarna runt Elyāsvand-e Pā'īn är i huvudsak ett öppet busklandskap.